# Risale-i Nur
Risale i Nur es una colección de aproximadamente seis mil páginas tafsir (exégesis islámica) del Corán escrito por Said Nursi entre los años 1910 y 1950.
Nursi pretendió salvar la fe de muchos jóvenes a través del conocimiento religioso unido al conocimiento científico ya que según el son las dos alas del islam y con la ausencia de uno, no habrá progreso.